# Podplat, Rogaška Slatina
Podplat je naselje v Občini Rogaška Slatina.
Obcestno naselje se nahaja v severnem delu Zgorjesotelskega gričevja, v dolini potoka Mestinjščice, ob železniški progi in cesti Celje-Rogaška Slatina. V naselju se odcepi cesta, ki vodi čez prelaz Pečica proti Poljčanam. Zaselek Filipovo leži na vzpetini na levem bregu Mestinjščice. V smeri proti Mestinju stoji v naselju Krtince na samem gotska podružnična cerkev sv. Benedikta iz 15. stoletja.